# Скачи по горам
«Скачи по горам» («Скачи по высокогорью», англ. Ride the High Country) — вестерн Сэма Пекинпы. В 1992 году включён в Национальный реестр фильмов Библиотеки Конгресса как имеющий культурное, историческое или эстетическое значение.
Фильм стал первым в артистической карьере Мэриетт Хартли и последним, где снимался Рэндольф Скотт.

## Сюжет
Бывший федеральный маршал Стивен Джадд берётся доставить принадлежащее банку золото с высокогорного прииска в близлежащий городок. Он нанимает в помощники своего давнего знакомца Гила Уэстрама с молодым напарником и отправляется в путь, не подозревая, что его спутники хотят присвоить перевозимое золото.
В дороге они берут под свою опеку девушку, сбежавшую из родительского дома к своему жениху-старателю, который скрыл от новобрачной обычную в их семье практику делить по-родственному утехи любви. На обратном пути старому стрелку предстоит убедить своих компаньонов отказаться от задуманной кражи и сразиться с братьями Хэммонд, не желающими отпускать обманутую ими Эльзу.

## В ролях
- Рэндольф Скотт — Джил Уэструм
- Джоэл Маккри — Стив Джадд
- Мариетта Хартли — Эльза Кнудсен
- Рон Старр — Хек Лонгтри
- Эдгар Бьюкенен — судья Толливер
- Р. Г. Армстронг — Джошуа Кнудсен
- Джеймс Друри — Билли Хэммонд
- Л. К. Джонс — Силвус Хэммонд
- Джон Андерсон — Элдер Хэммонд
- Джон Дэвис Чандлер — Джимми Хэммонд
- Уоррен Оутс — Генри Хэммонд
- Перси Хелтон — Лютер Сэмсон (в титрах не указан)

## Награды и номинации
- Премия BAFTA за самый многообещающий дебют (Мэриетт Хартли, номинация)